# Pieter Coecke van Aelst
Pieter Coecke van Aelst (Aalst, 14 de agosto de 1502 — Bruxelas,  6 de dezembro de 1550) foi um grande pintor, arquitecto, escultor, gravurista e escritor quinhentista flamengo.

## Vida
Pieter Coecke van Aelst era o filho do vice-prefeito de Aalst. Aluno de Bernard van Orley, incorporou o guilda de artistas de Antuérpia desde [[1527]
Como van Aelst estava claramente familiarizado com o fresco de Rafael do Triunfo da Galateia localizado na Villa Farnesina em Roma, parece provável que ele tenha de facto viajado para Itália.

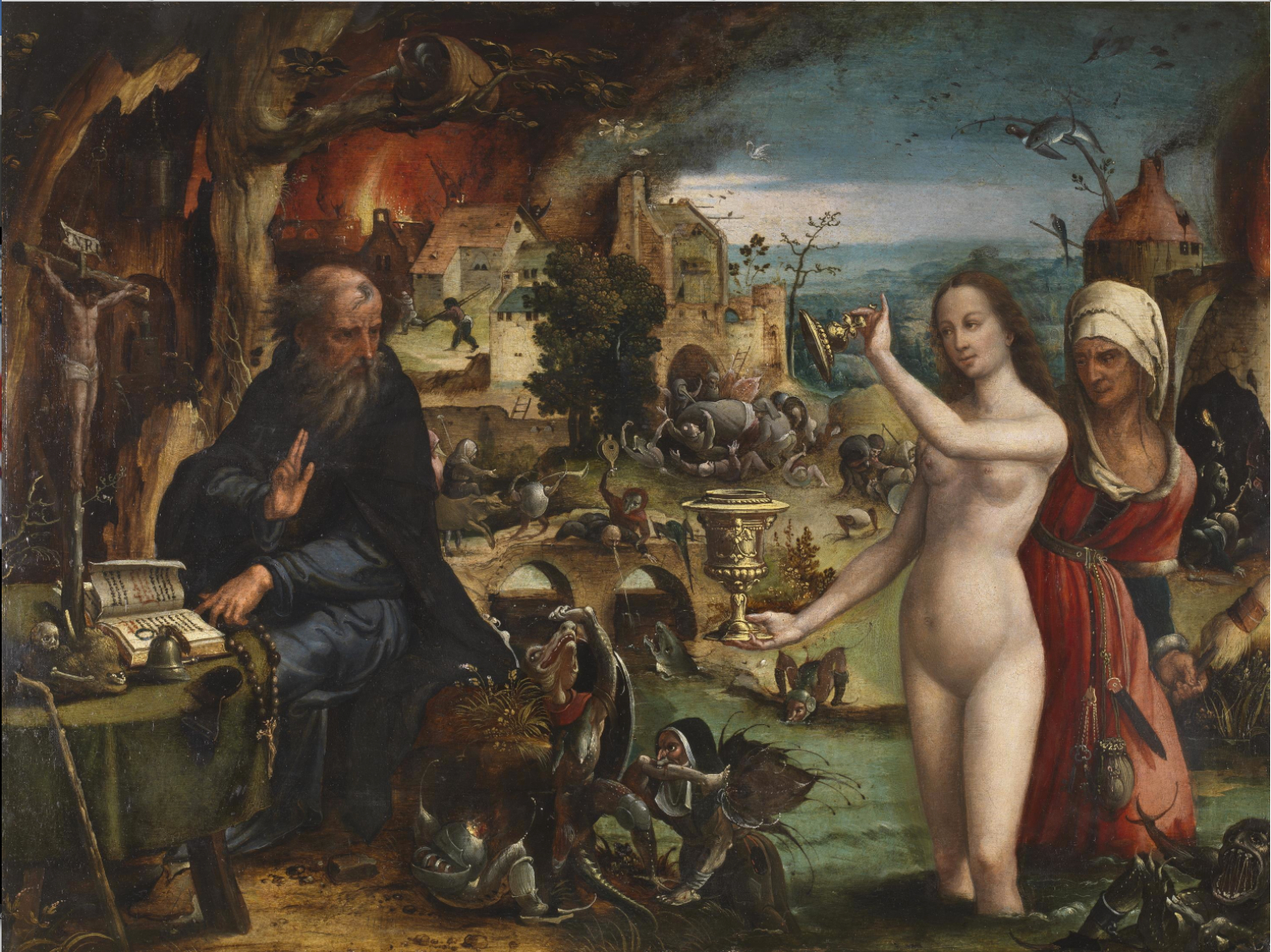
A tentação de Santo António

Pieter Coecke van Aelst casou duas vezes. Casou com a sua primeira esposa Anna van Dornicke em 1525, pouco depois da sua mudança para Antuérpia. Anna era filha de Jan Mertens van Dornicke, um dos pintores de maior sucesso a trabalhar em Antuérpia. O seu sogro era possivelmente o seu professor. Coecke van Aelst assumiu a oficina do seu sogro após a morte deste em 1527. Houve dois filhos deste primeiro casamento, Michiel e Pieter II. Este último era pintor. Printer Maarten Peeters e a sua esposa eram os tutores legais de Michiel e Pieter. Após a morte da sua primeira esposa antes de 1529, Coecke van Aelst teve um caso com Anthonette van der Sandt (também conhecida como Antonia van der Sant). A dupla nunca casou, mas teve uma filha, Antonette, e pelo menos um filho, Pauwel, que também se tornou pintor.
Coecke van Aelst está registada a juntar-se ao Grémio local de São Lucas de Antuérpia em 1527. Em 1533, viajou para Constantinopla onde permaneceu durante um ano, durante o qual tentou convencer o sultão turco a dar-lhe comissões para tapeçarias. Esta missão não conseguiu gerar quaisquer comissões do sultão. Coecke fez muitos desenhos durante a sua estadia na Turquia, incluindo dos edifícios, do povo e da flora indígena. Ele parece ter retido desta viagem um interesse permanente na rendição exacta da natureza que deu às suas tapeçarias uma dimensão acrescida. Os desenhos que Coecke van Aelst fez durante a sua estadia na Turquia foram publicados postumamente pela sua viúva sob o título Ces moeurs et fachons de faire de Turcz avecq les regions y appertenantes ont este au vif contrefaictez (Antuérpia, 1553).

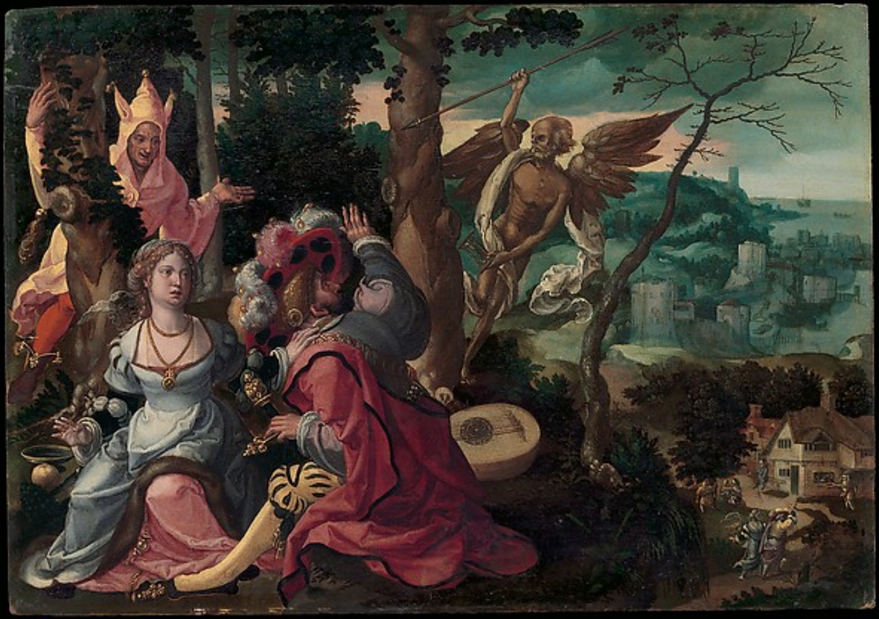
Amantes Surpreendidos por um Tolo e a Morte

Ao regressar a Antuérpia em 1534, van Aelst produziu desenhos para uma figura de grande escala, chamada "Druon Antigoon" ou o "Gigante de Antuérpia", da qual a cabeça em papel machê possivelmente ainda sobrevive (Museum aan de Stroom, Antuérpia). O gigante fez a sua estreia muitos anos mais tarde, em 1549, por ocasião da entrada alegre na Antuérpia do Príncipe Filipe (o futuro Filipe II). O gigante tornou-se uma figura regular nas procissões públicas em Antuérpia até ao século XX. No ano de 1537 Coecke van Aelst foi eleito reitor do Grémio de S. Lucas de Antuérpia. Recebeu também uma bolsa do governo da cidade de Antuérpia. Por esta altura, Coecke van Aelst recebeu grandes comissões pelo design de vitrais, incluindo para a Catedral de Antuérpia.

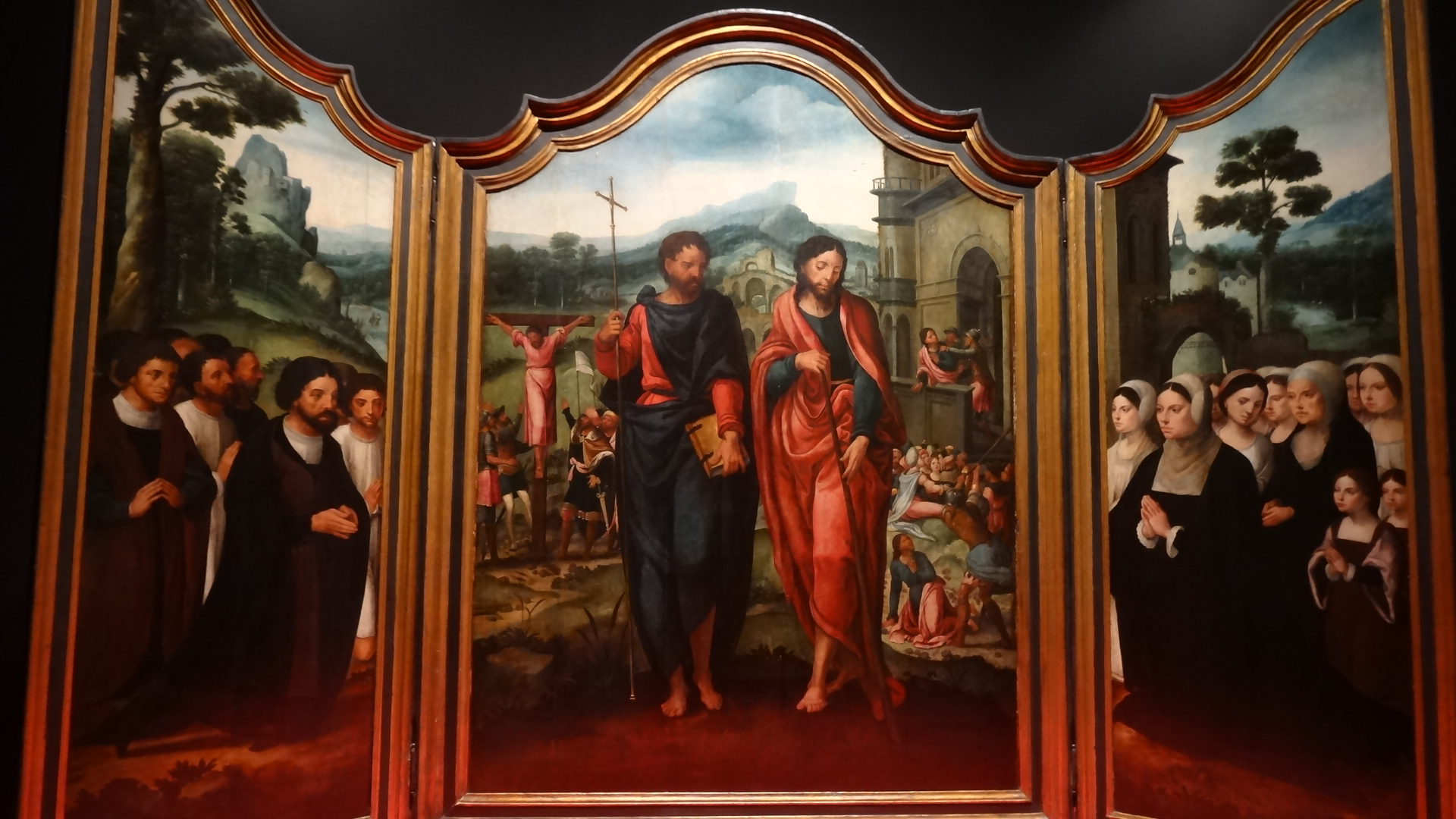
Tríptico de Santiago Menor e S. Filipe

Por volta de 1538-1539 Coecke van Aelst casou pela segunda vez. A sua segunda esposa Mayken Verhulst era originalmente de Mechelen e pintora de miniaturas. O casal tinha três filhos, duas filhas chamadas Katelijne e Maria e um filho chamado Pauwel (embora ele tivesse outro filho com este nome). O proeminente pintor Pieter Brueghel o Ancião casou com a filha Maria de Coecke van Aelst (chamada 'Mayken'). Karel van Mander afirmou que a segunda esposa de Coecke van Aelst foi a primeira professora dos seus netos, Pieter Brueghel o Mais Jovem e Jan Brueghel o Mais Velho. Através do seu casamento com Mayken Verhulst, Pieter Coecke tornou-se cunhado do proeminente gravador e editor Hubertus Goltzius, que tinha casado com a irmã de Mayken, Elisabeth.
Especula-se que a Coecke van Aelst tenha montado uma segunda oficina em Bruxelas, mas não há provas disso. Coecke van Aelst foi nomeado pintor do tribunal para Charles V apenas alguns meses antes da sua morte. Como os seus dois filhos mais novos morreram ao mesmo tempo, é possível que os três membros da família tenham sido vítimas de uma epidemia contagiosa.

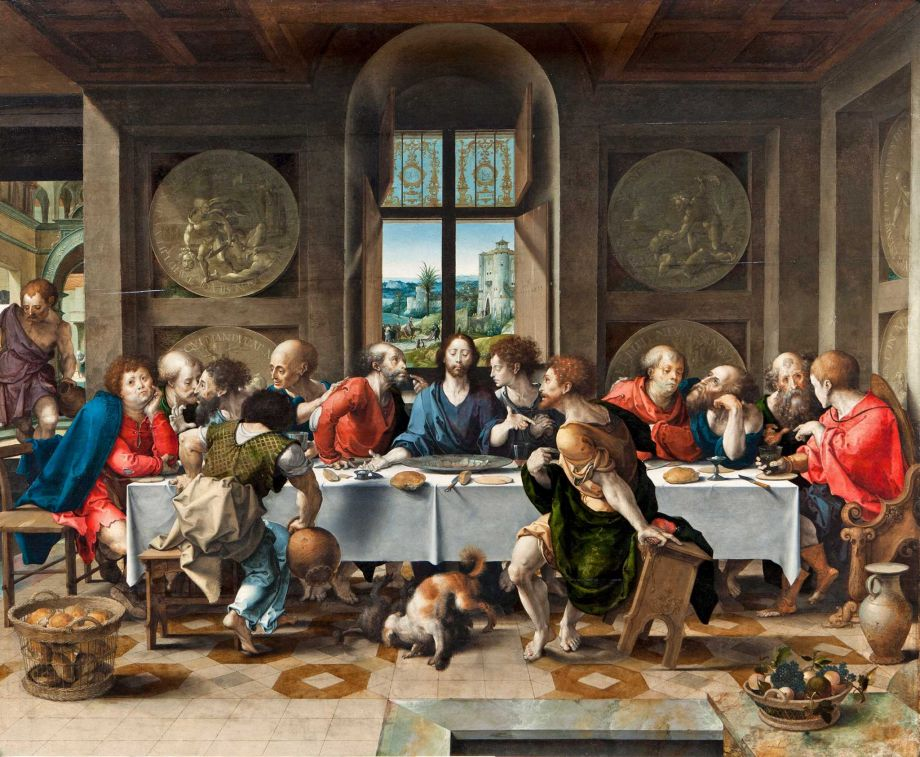
Última ceia

A sua fama espalhou-se por toda a Europa central e, muitas das suas obras, incorporaram algumas das colecções reais da sua época.

## Obras
- Tríptico de Santiago Menor e S. Filipe (c. 1527-31), no MASF
- Tríptico da Descida da Cruz (c. 1540-45), no MNAA